# 국제 무역 센터

국제 무역 센터(Centre du commerce international (CCI), International Trade Centre, ITC)는 세계 무역 기구(WTO)와 유엔 무역 개발 회의(UNCTAD)의 공동 기관이다. 본부는 스위스 제네바에 두고 있다.

## 개요
국제 무역 센터의 주요 역할은 다음과 같이 소개되어있다.
"ITC는 중소기업의 개발도상국에 대한 수출을 공동으로 지원해 주며, 민간 부문에 무역 개발 솔루션, 무역 지원 기관 및 정책 결정자"
ITC는 6개의 분야에서 지원활동을 한다.
- 제품 및 시장 개발
- 개발 사업 지원 서비스
- 무역 정보
- 인적 자원 개발
- 국제 구매 및 공급 관리
- 요구 평가, 무역 진흥을 위한 프로그램 설계

## 같이 보기
- 유엔
- 세계무역기구